# カトゥーンバ・シーニックワールド

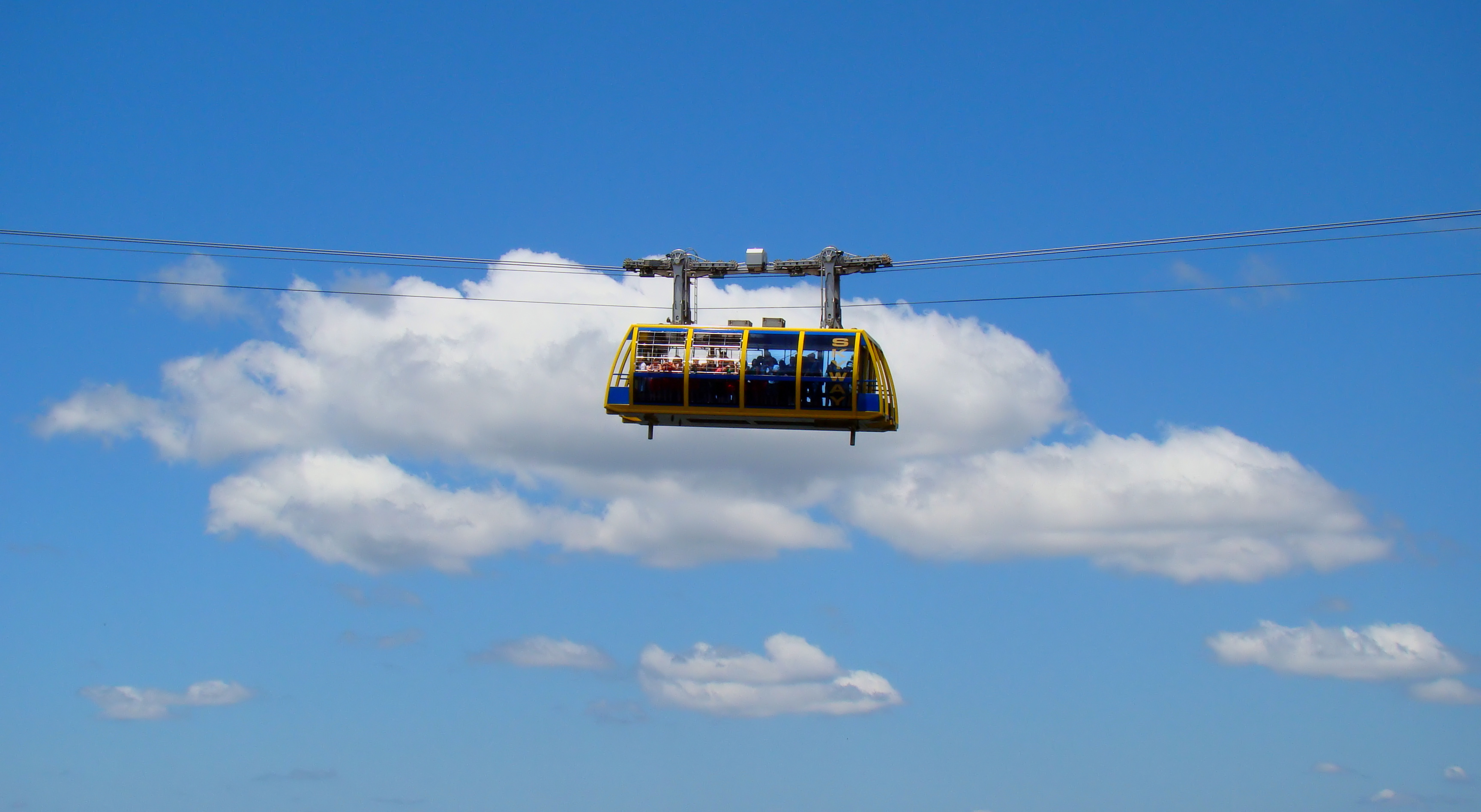
カトゥーンバ・シーニックスカイウェイ

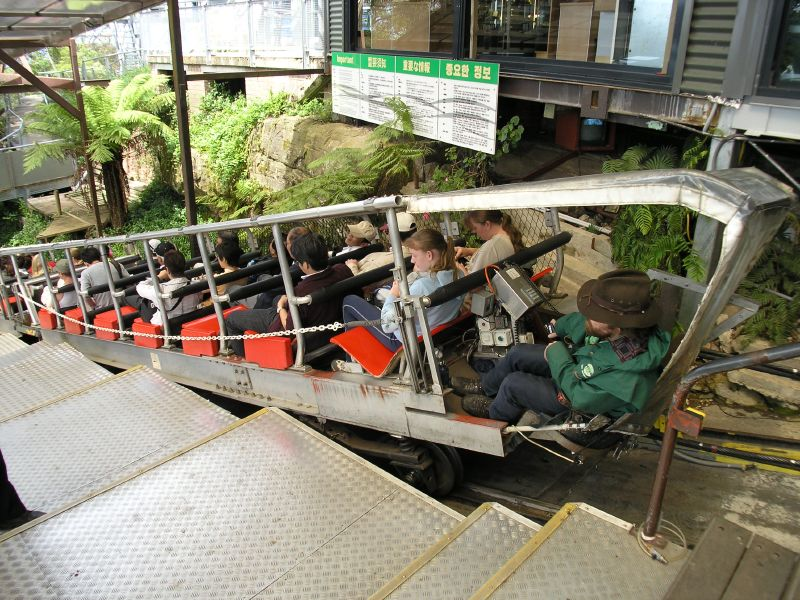
カトゥーンバ・シーニックレールウェイ

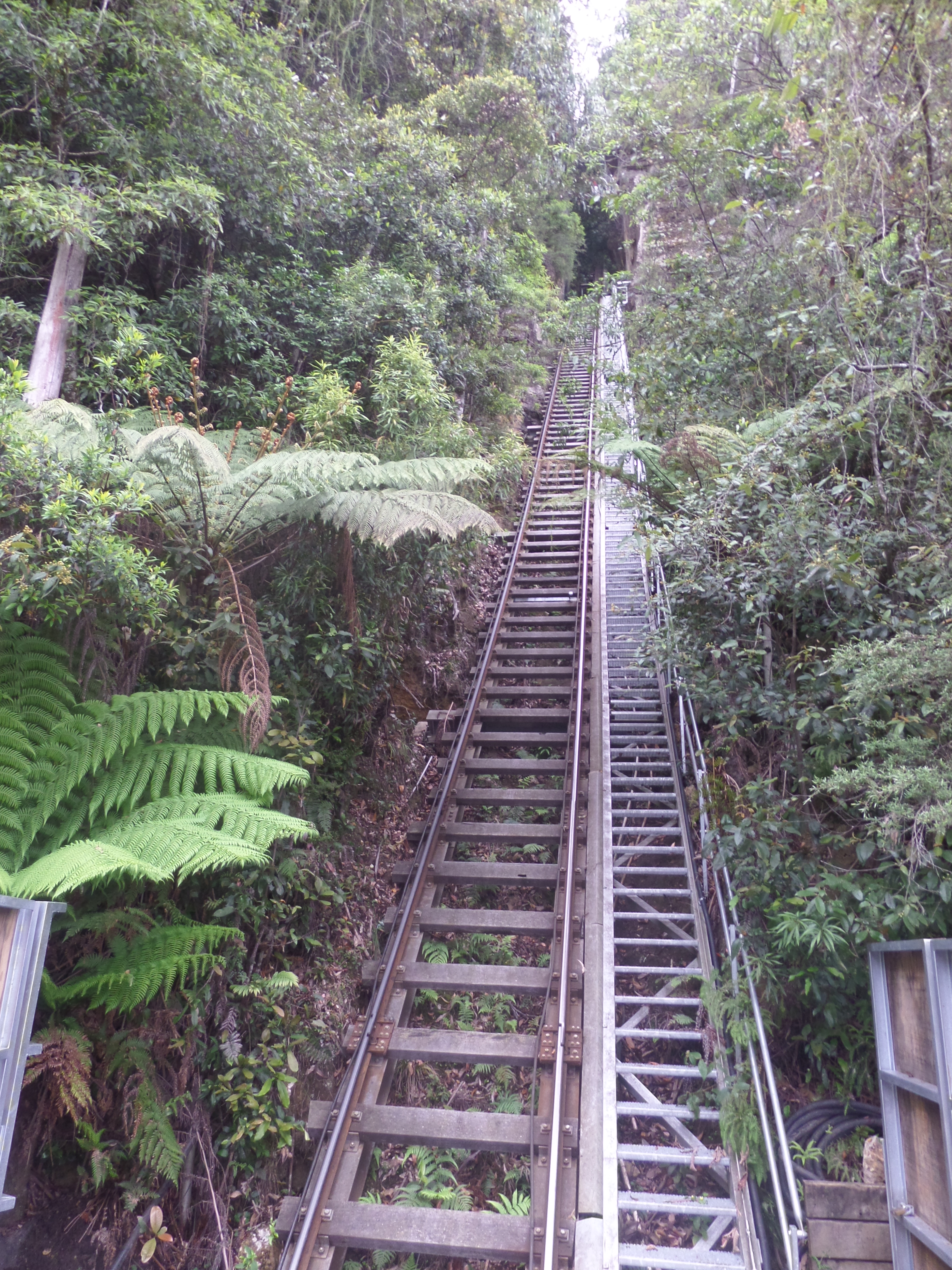
45度に傾いた線路の下

シーニックワールド (Scenic World) は、オーストラリアニューサウスウェールズ州のシドニーの約100㎞西の世界遺産ブルー・マウンテンズにあるカトゥーンバに位置する私有の観光名所。シーニックワールドには、4つのアトラクションがあり、最も有名なものは、カトゥーンバ・シーニックレールウェイ (Katoomba Scenic Railway)。他に、カトゥーンバ・シーニックスカイウェイ (Katoomba Scenic Skyway) やケーブルウェイ (Cableway)、古くからの熱帯雨林を通る2.4kmの上り遊歩道のカトゥーンバ・シーニックウォークウェイ (Katoomba Scenic Walkway) がある。また、敷地内には、一日中無料の駐車場、ニューサウスウェールズ州で最も大きい土産物屋、いくつかの食事処がある。

## 概要
シーニックレールウェイは、世界で最も急なケーブルカーの1つであり、415メートル (1,361.5 ft)の全傾斜区間の中に、最も急な52度の傾斜がある。これは、もともと石炭やオイルシェールの鉱業用として、1880年代にジェイミソン・バレーで建設され、谷底から急斜面を石炭やオイルシェールを載せて引いていた。1928年から1945年にかけて、レールウェイは、平日の間石炭を運び、週末には乗客を運んだ。炭坑は1945年に閉鎖され、その後は観光アトラクションとして残された。シーニックレールウェイは、2013年1月13日に閉鎖され（スカイウェイ、ケーブルウェイ、ウォークウェイは残っている）、線路や車両を改良する工事が始まった。工事は、2013年4月に完了し、レールウェイは再オープンした。

## 歴史
1958年に建設されたシーニックスカイウェイは、シーニックワールドにあるロープウェイである。スカイウェイは、谷底から200メートル (660 ft)上まで、峡谷のカトゥーンバ滝の上を横切って走る。初代シーニックスカイウェイは、2004年の始めに取り除かれ、同年の12月に新しいロープウェイが導入された。新しいスカイウェイは、ドッペルマイヤーとCWAによって建設され、進展として半透明から透明までの部分の床を回転させる液晶ガラスを設け、72人乗りのキャビンが特徴である。2005年11月、反対の絶壁の上に2番目の駅がオープンし、スカイウェイの乗客が降りて、近くのエコポイントまでブッシュウォークをすることが可能となった。
1984年に、シーニックワールドは、オーファン・ロックに因んだオーファン・ロッカーとして知られるジェットコースターの建設を開始した。これは、完全にオーストラリアで設計、製造された最初のジェットコースターである。この乗り物のハイライトは、200メートル (660 ft)の崖の端までライダーを連れて行き、旋回しながら急降下することである。従来の座り乗りコースターで、「座り乗り吊り下げ式」コースターとされてきたが、車両が吊り下げ式コースターのように左右に傾くため、その名が付けられた。コースターは、もともとせーニックモノレールライドとして計画されていたが、すぐにジェットコースターへと進展した。ジェットコースターは、ほかの場所での再開発での要求により、公式にオープンしていない。80年代のシーニックワールドへの訪問者は、ピーク時に年間120万人以上となり、バレーへのアクセス手段を増やす必要があり、シーニックワールドで3番目の乗り物（ケーブルウェイ当時はシーニックスセンダー）が考案された。ジェットコースターの線路は、将来に再開発を可能にするため、適所に移動された。
2000年に、シーニックワールドは、ドッペルマイヤーから崖の端にある25メートル (82 ft)の高い塔を通って、200メートル (660 ft)下のジェイミソン・バレーにあるバレー駅へと向かう延長510メートル (1,670 ft)84人乗りのロープウェイ シーニックスセンダーを導入した。このロープウェイは、現在シーニックケーブルウェイと呼ばれている。

## レストラン・ショップ
もともとあった回転レストランは、再開発のため現在閉鎖されているが、ジェイミソン・バレーの素晴らしい眺めが楽しめる、持ち帰り用のキオスクのような屋外席のあるテラス・カフェを提供している。 
また、ニューサウスウェールズ州で最大の土産物屋もある。